# Шекель (міра)
Шекель або сикль чи сікль (від давньоєврейського שקל saqal — зважувати) — 11,4 грами, давня міра ваги, що використовувалася протягом тисяч років спершу в Межиріччі, а потім і на всьому Близькому Сході, в тому числі й євреями (саме тому так зараз називається валюта Ізраїлю). В давнину міри ваги були також і грошовими мірами, то ж шекель також був грошовою одиницею. Враховуючи високу вартість основного монетарного металу Давнього Сходу срібла, шекель був основною грошовою одиницею для значних купівель та розрахунків. Більші одиниці міни використовувалися хіба на бюджетному рівні, для обрахунку державних доходів чи статків найбагатших людей, а менші шеуми в повсякденному побуті для дрібних розрахунків.
Шекель (сикль, сікль) (івр. שקל, івр. séqel) є колишня грошова одиниця ваги, що використовувалася у країнах Близького Сходу і Месопотамії. Взагалі термін шекелів єврейської одиниці мають різні значення в залежності від дати та регіону. Вони посилаються на масу між 9 і 17 грамів і є загальними значеннями 11, 14 і 17 грамів. Це може бути золоті або срібні монети, що вага.
У Біблії згадується кілька разів про цю монету, наприклад, ціна продажу Йосипа братами в купецький караван була 20 шекелів срібла. Вважається, що «30 срібняків», що отримав Юда, були шекелі Tiro.2
У 1980 р. сикль або шекель замінили фунт як валюту Ізраїлю. Пізніше, в 1985 р. шекелів був замінений на поточний нових шекелів (новий ізраїльський шекель відомий під абревіатурою NIS). Тисяча шекелів, рівна одному шекелю старого зразка.
Традиційно його називають кастильською сикль (походить від латинського siclus, і це séqel у івриті), але сьогодні цей термін частіше шекелів.